# Acmaeodera chiricahuae
Acmaeodera chiricahuae är en skalbaggsart som beskrevs av Barr 1972. Acmaeodera chiricahuae ingår i släktet Acmaeodera och familjen praktbaggar. Inga underarter finns listade i Catalogue of Life.